# Emomali Rahmon
Emomali Sharipovich Rahmon (em tajique: Эмомалӣ Шарипович Раҳмонов; Kulob, 5 de outubro de 1952) é um político e presidente do Tajiquistão desde 20 de novembro de 1992. É de facto presidente desde 1992, mas apenas assumiu oficialmente o posto em 1994, o qual ele ocupa até hoje. Emomali venceu 4 eleições consecutivas (as quais que muitos afirmam ter sido sabotadas) acumulando mais de 30 anos no cargo de presidente.

## Início da Vida
Emomali nasceu em 1952 filho de Rahmon Sharifov e Mayram Sharifova, uma família camponesa em Danghara, Kulob (atual província de Khatlon). De 1971 a 1974 serviu na Frota do Pacífico da União Soviética, durante a qual esteve estacionado no Krai do Litoral. Depois de completar o serviço militar, Rahmon retornou à sua aldeia natal, onde trabalhou por algum tempo como eletricista.
Como aparatchik em ascensão no Tajiquistão, ele se tornou um presidente da fazenda coletiva estatal de sua terra natal Danghara. De acordo com sua biografia oficial, Rahmon se formou na Universidade Nacional Tajique com um diploma de especialista em economia em 1982. Depois de trabalhar por vários anos no sindicato de Sovkhoz em Danghara, Rahmon foi nomeado presidente do sovkhoz em 1987.

## Política
em 1990, Rahmon foi eleito deputado popular para o Supremo Soviete da RSS tajique. O presidente Rahmon Nabiyev foi forçado a renunciar nos primeiros meses da Guerra Civil no Tajiquistão em agosto de 1992. Akbarsho Iskandarov, Presidente do Supremo Soviete, tornou-se presidente interino. Iskandarov renunciou em novembro de 1992 na tentativa de acabar com a agitação civil. No mesmo mês, os soviéticos supremos se reuniram em Cujanda para sua 16ª sessão e declararam o Tajiquistão uma república parlamentar. Rahmon foi então eleito pelos membros do Supremo Sovietecomo seu presidente - um cargo equivalente ao do presidente - e o chefe de governo. Mais tarde o ex-ministro do Interior Yaqub Salimov lembrou que a nomeação de Rahmon foi feita porque ele era "não descritivo", no qual outros comandantes de campo pensavam que ele poderia ser deixado de lado "quando ele tivesse servido ao seu propósito".
Durante a guerra civil que durou de 1992 a 1997, o governo de Rahmon foi oposta pela Oposição Tadjique Unida. Cerca de 100 000 pessoas morreram durante a guerra. Ele sobreviveu a uma tentativa de assassinato em 30 de abril de 1997 em Cujanda, bem como duas tentativas de golpes em agosto de 1997 e em novembro de 1998.
Em 1994, uma nova constituição restabeleceu a presidência. Rahmon foi eleito para o cargo em 6 de novembro de 1994 e empossado dez dias depois. Após mudanças constitucionais, ele foi reeleito em 6 de novembro de 1999 para um mandato de sete anos, oficialmente tendo 97% dos votos. Em 22 de junho de 2003, ele ganhou um referendo que lhe permitiria concorrer a mais dois mandatos consecutivos de sete anos depois que seu mandato expirou em 2006. A oposição alega que esta alteração estava escondida de uma forma que beirava a fraude eleitoral. Rahmon foi reeleito para um mandato de sete anos em uma eleição controversa em 6 de novembro de 2006, com cerca de 79% dos votos, de acordo com os resultados oficiais. Em 6 de novembro de 2013, ele foi reeleito para o segundo mandato de sete anos, com cerca de 84% dos votos, em uma eleição que a Organização para a Segurança e a Cooperação na Europa disse não ter "escolha genuína e pluralismo significativo".

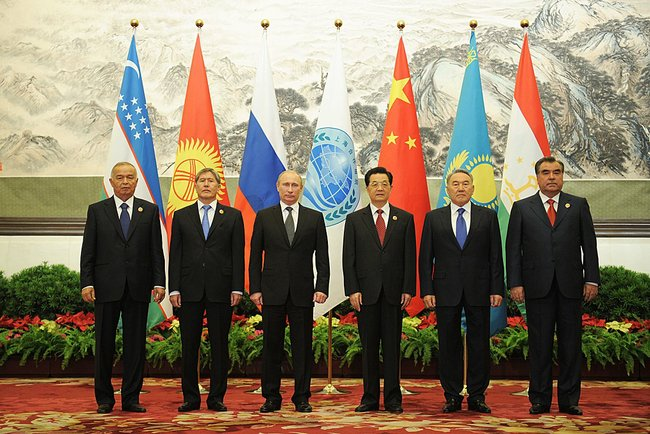
Rahmon com os líderes da OCX

Em dezembro de 2015, uma lei aprovada pelo parlamento do Tajiquistão deu a Rahmon o título de "Fundador da Paz e da Unidade Nacional, Líder da Nação" . Uma versão mais curta do título, "Líder da Nação", é usada com frequência. Além de conceder a Rahmon imunidade vitalícia da acusação, a lei também lhe deu uma série de outros privilégios ao longo da vida, incluindo poderes de veto sobre todas as principais decisões do Estado, a liberdade de abordar a nação e o parlamento em todos os assuntos que ele considera importantes, e o privilégio de participar de todas as reuniões do governo e sessões do Parlamento.
Em 22 de maio de 2016, um referendo nacional aprovou uma série de mudanças na constituição do país. Uma das principais mudanças elevou o limite em termos presidenciais, efetivamente permitindo que Rahmon permanecesse no poder por tantos mandatos quanto quisesse. Outras mudanças fundamentais proibiram os partidos políticos baseados na fé, finalizando assim a remoção do partido islâmico fora da política do Tajiquistão, e reduziu a idade mínima de elegibilidade para candidatos presidenciais de 35 para 30 anos, permitindo que o filho mais velho de Rahmon, Rustam Emomali, concorresse à presidência a qualquer momento após 2017. Em janeiro de 2017, Rustam Emomali foi nomeado prefeito de Duxambé, uma posição-chave, que alguns analistas veem como o próximo passo para o topo do governo.
De acordo com o embaixador dos Estados Unidos no Tajiquistão, o governo de Rahmon é caracterizado pelo cronismo e corrupção. Rahmon e sua família controlam os principais negócios do país, incluindo o maior banco. Em novembro de 2018, Rahmon lançou uma usina hidrelétrica para resolver problemas de energia.